# Fiertelmeers
De Fiertelmeers is een heuvel in de Vlaamse Ardennen gelegen in Ronse in de Belgische provincie Oost-Vlaanderen. De Fiertelmeers is de zuidoostzijde van de klim. De helling kan ook van de zuidwestzijde worden benaderd, de zogenaamde Spinessenberg. Beiden komen uit op de top van de Hoogberg-Hotond / Hotondberg. De naam van de helling is afkomstig van de voormalige sociaal bloeiende arbeiderswijk Fiertelmeers, toen de textielindustrie in Ronse haar bloeiperiode kende.

## Wielrennen
De helling is bekend uit onder andere De Reuzen van Vlaanderen, een parcours voor wielertoeristen en ze geldt als een van de zwaardere hellingen in de Vlaamse Ardennen.